# Corvo-marinho-de-peito-branco
O corvo-marinho-de-peito-branco (Phalacrocorax lucidus) é uma espécie de ave da família Phalacrocoracidae. O seu estatuto taxonómico é controverso e nem todas as autoridades reconhecem este taxon como espécie.
A sua área de distribuição abrange diversas regiões da África subsariana.